# Grevgatan

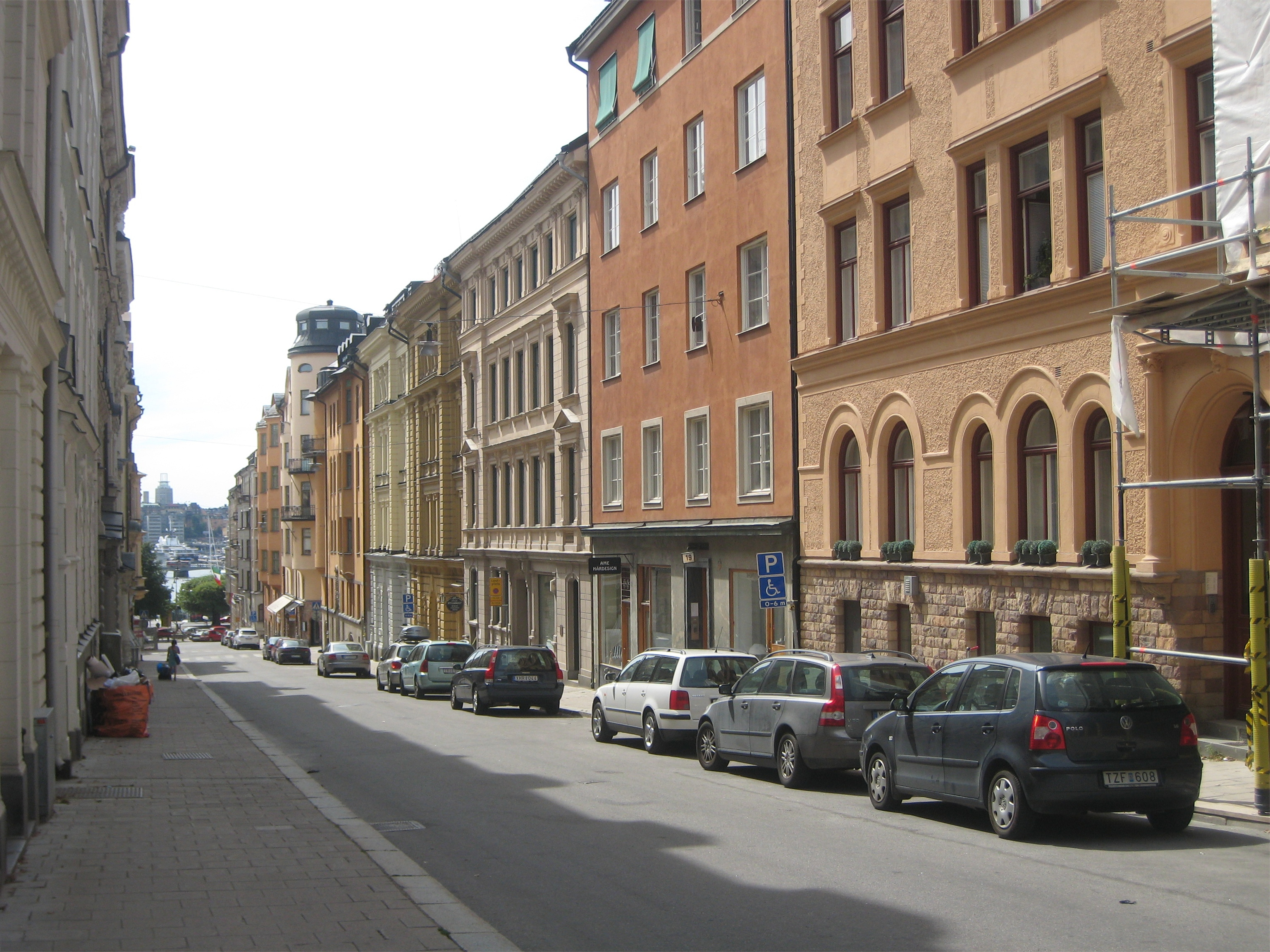
Grevgatan mot Strandvägen, 2010.

Grevgatan är en gata inom stadsdelen Östermalm i centrala Stockholm. Gatan sträcker sig från Strandvägen i söder till Östermalmsgatan i norr.

## Historia

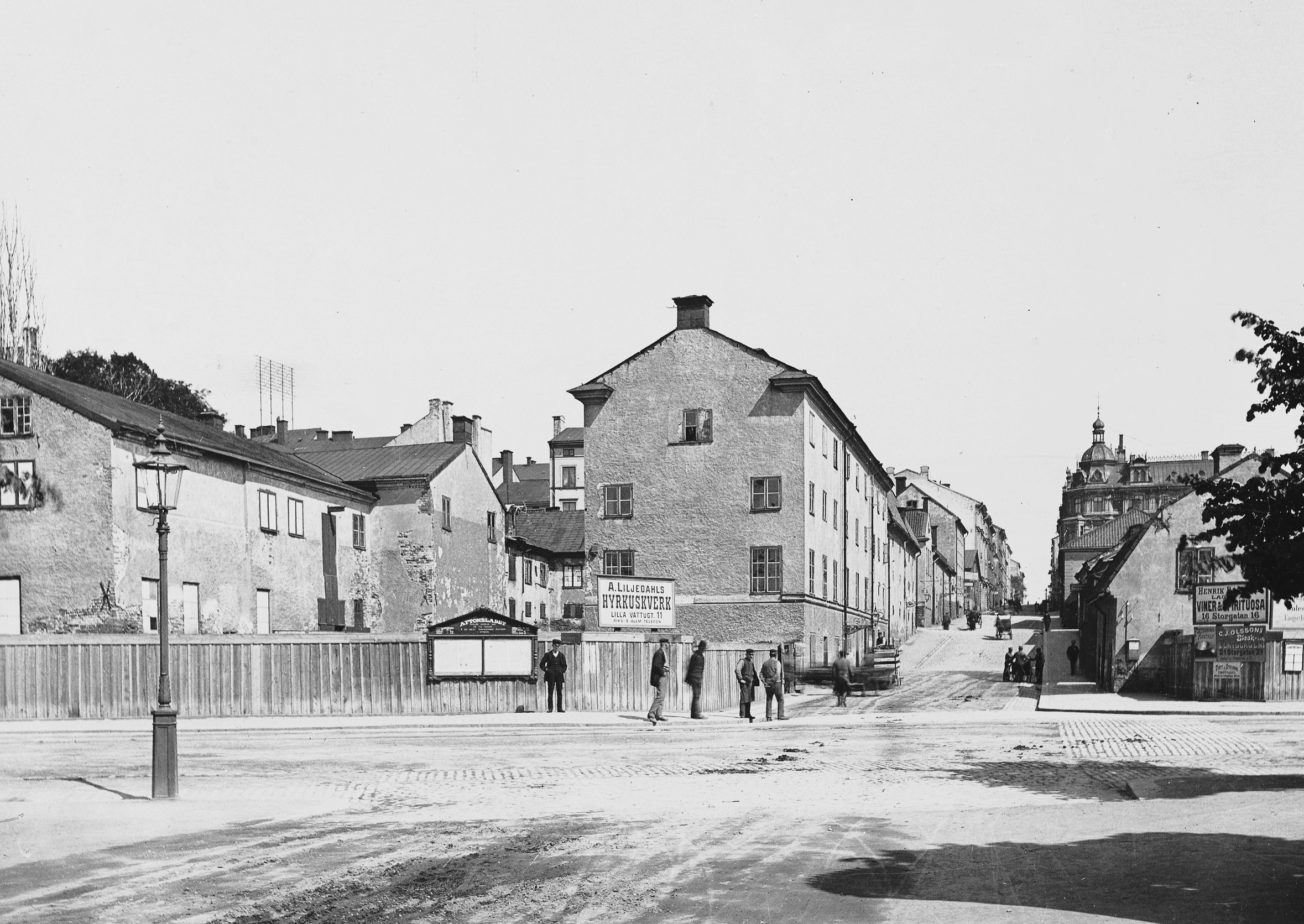
Grevgatan norrut från Strandvägen 1890.

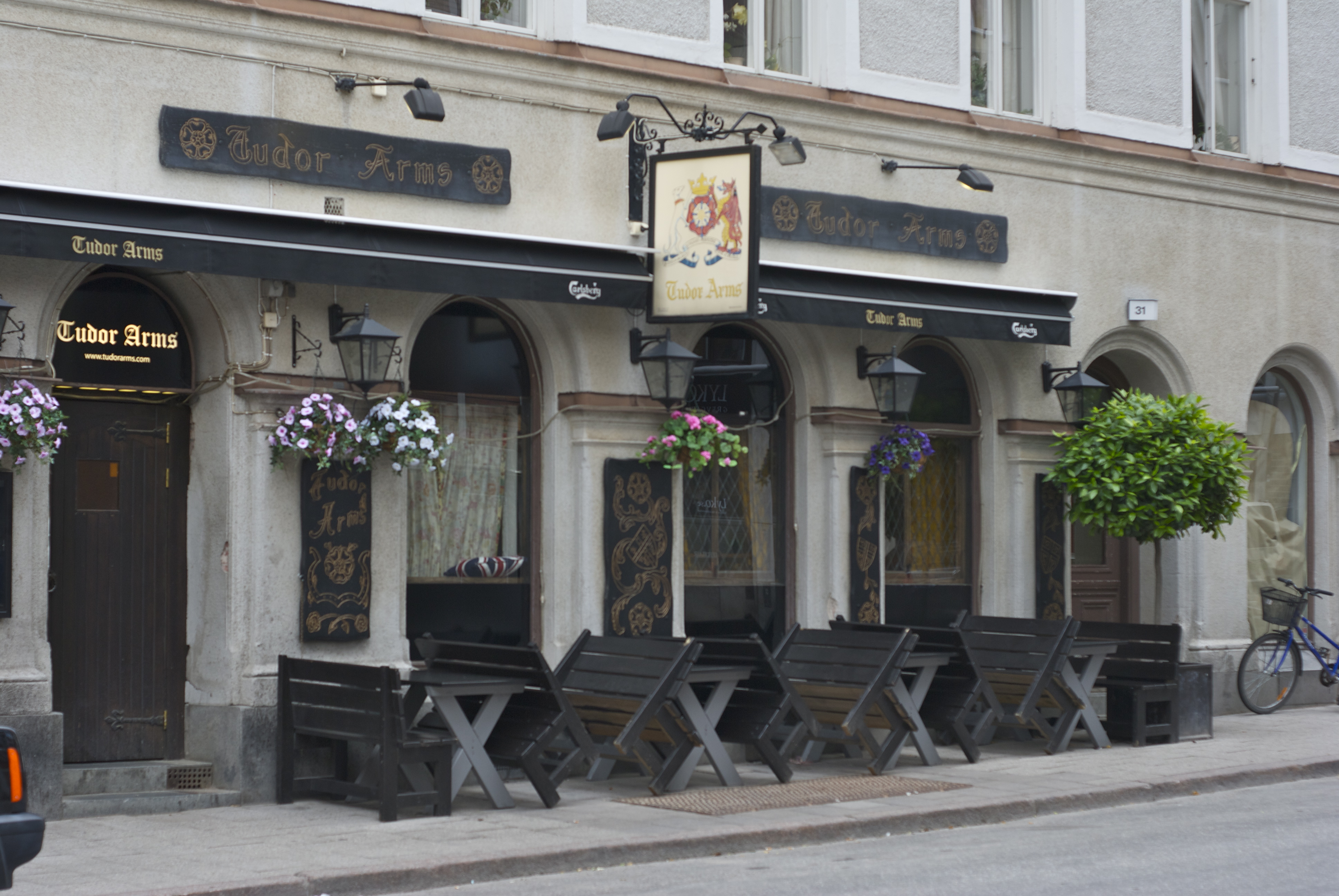
Tudor arms.

Under drottning Kristinas förmyndarregering, år 1640, donerades den västra delen av Ladugårdslandet till Stockholms stad. Vid denna tidpunkt hade det redan upprättats en regleringsplan över, som det då hette, "Norre malm". På regleringskartan från 1600-talet är Grevgatan inritad, men är utsatt med namn Grefwegatan först på Petrus Tillaeus karta från 1733. 
Gatan är uppkallad efter greve Per Brahe d.y. (1602–1680) som ägde en malmgård nära gatan. Gatans del norr om Storgatan kallades under 1600-talet Konstapelsgatan och gatans del norr om Karlavägen stadsplanerades först på 1910-talet. Här låg fram till 1911 Veterinärinstitutet vars tomt sträckte sig mot nordväst och tvärs över nuvarande Grevgatan.

## Trivia
- Maria Kristina Kiellström (1744–1798) som var förlaga till en av Carl Michael Bellmans mest kända figurer; Ulla Winblad föddes och växte upp på platsen för nuvarande Grevgatan 26.
- Det mörnerska brödramordet inträffade 1891 i en lägenhet på fjärde våningen på Grevgatan 37, (idag 43).
- Operationsavdelningen för underrättelseorganisationen Informationsbyrån (IB) hade sina lokaler på Grevgatan 24 till dess att den avslöjades i den så kallade IB-affären 1973.

### Verksamheter och intressanta byggnader (urval)
- Krabaten 2, Grevgatan 1, uppfördes 1896 efter ritningar av arkitekt Johan Laurentz
- Ädelman mindre 11, Grevgatan 2, uppfördes 1895 efter ritningar av arkitekt Johan Laurentz.
- Krabaten 9, Grevgatan 5, byggår 1896, arkitekt Erik Boström, inhyser Litauens ambassad i Stockholm
- Tudor Arms, Grevgatan 31.
- Ateljé Uggla, Grevgatan 52.
- Vedbäraren 18, Grevgatan 66.
- Veterinären 10, Grevgatan 67.
- Väderkvarnen Schultan, Grevgatan nära Ladugårdslandstullen (riven 1888),

## Bilder

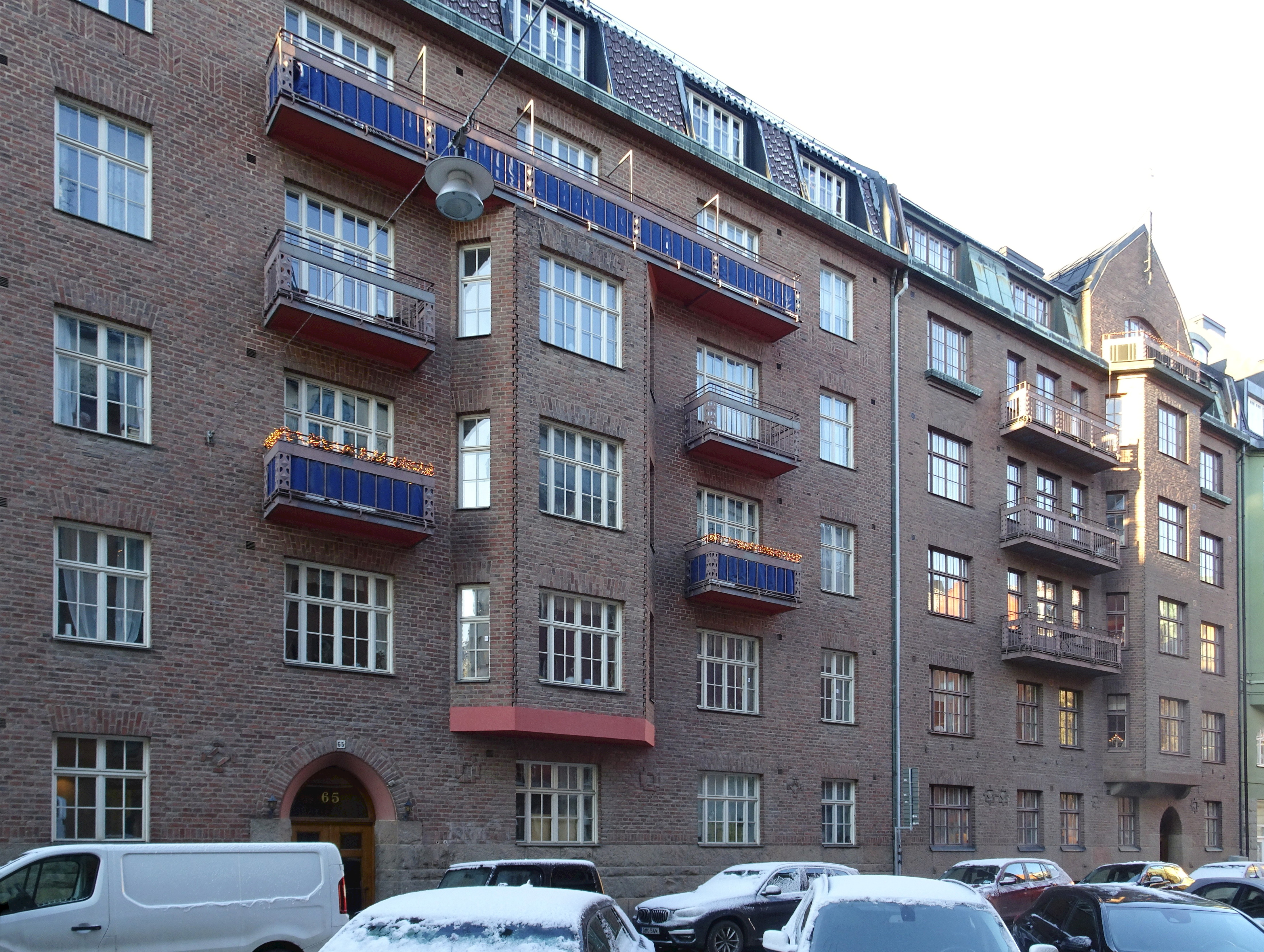
Grevgatan 65-67.
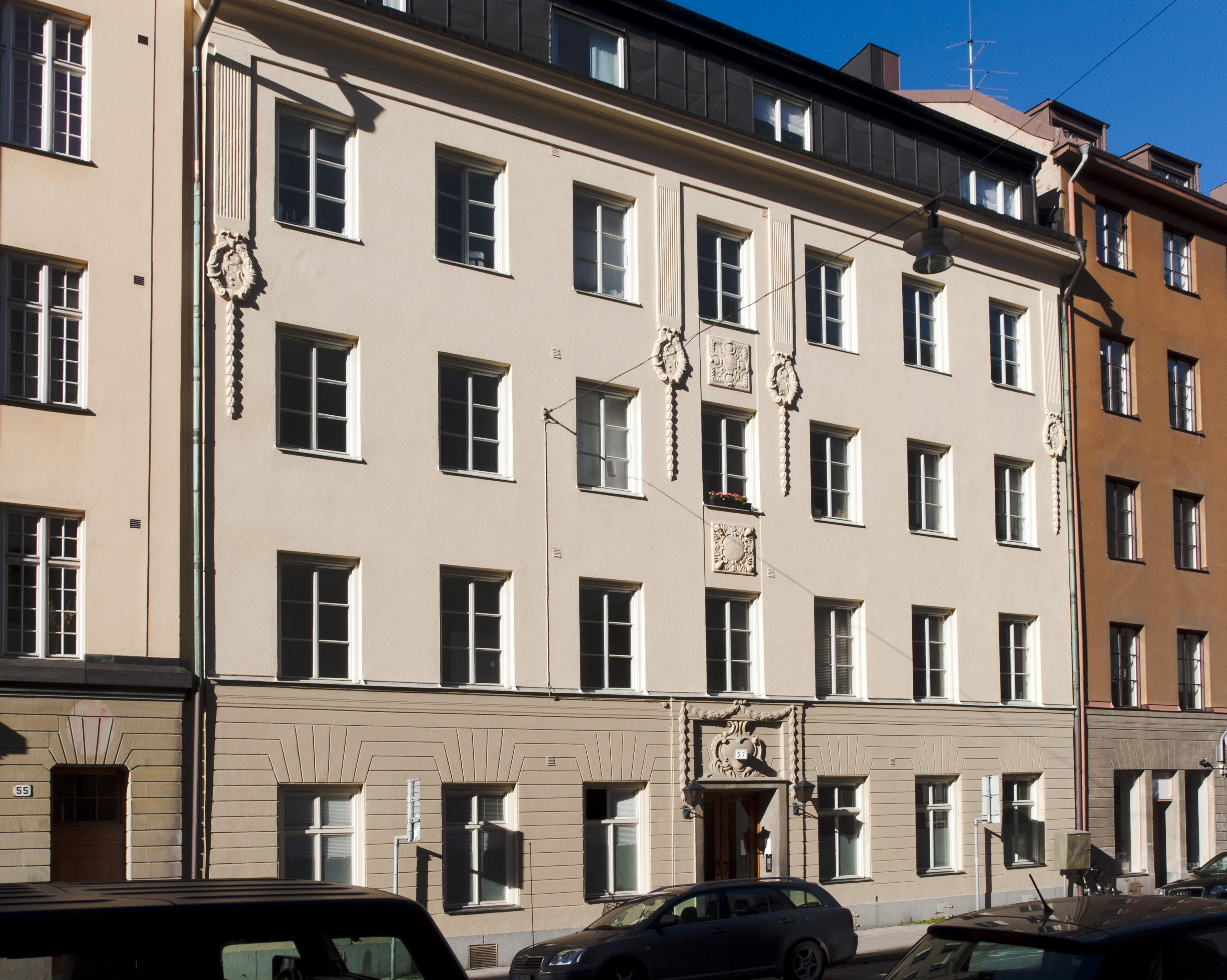
Grevgatan 57.
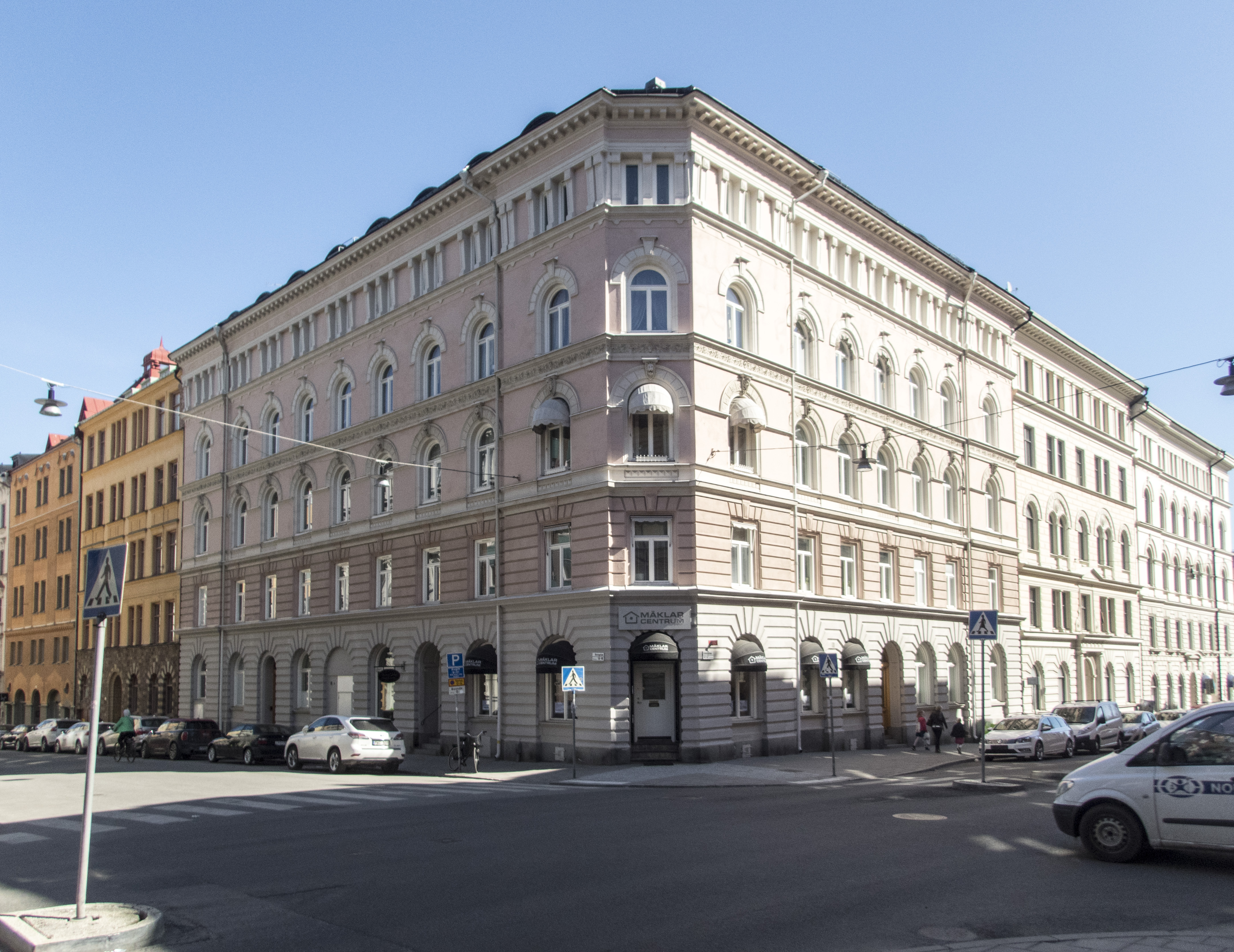
Grevgatan 48.
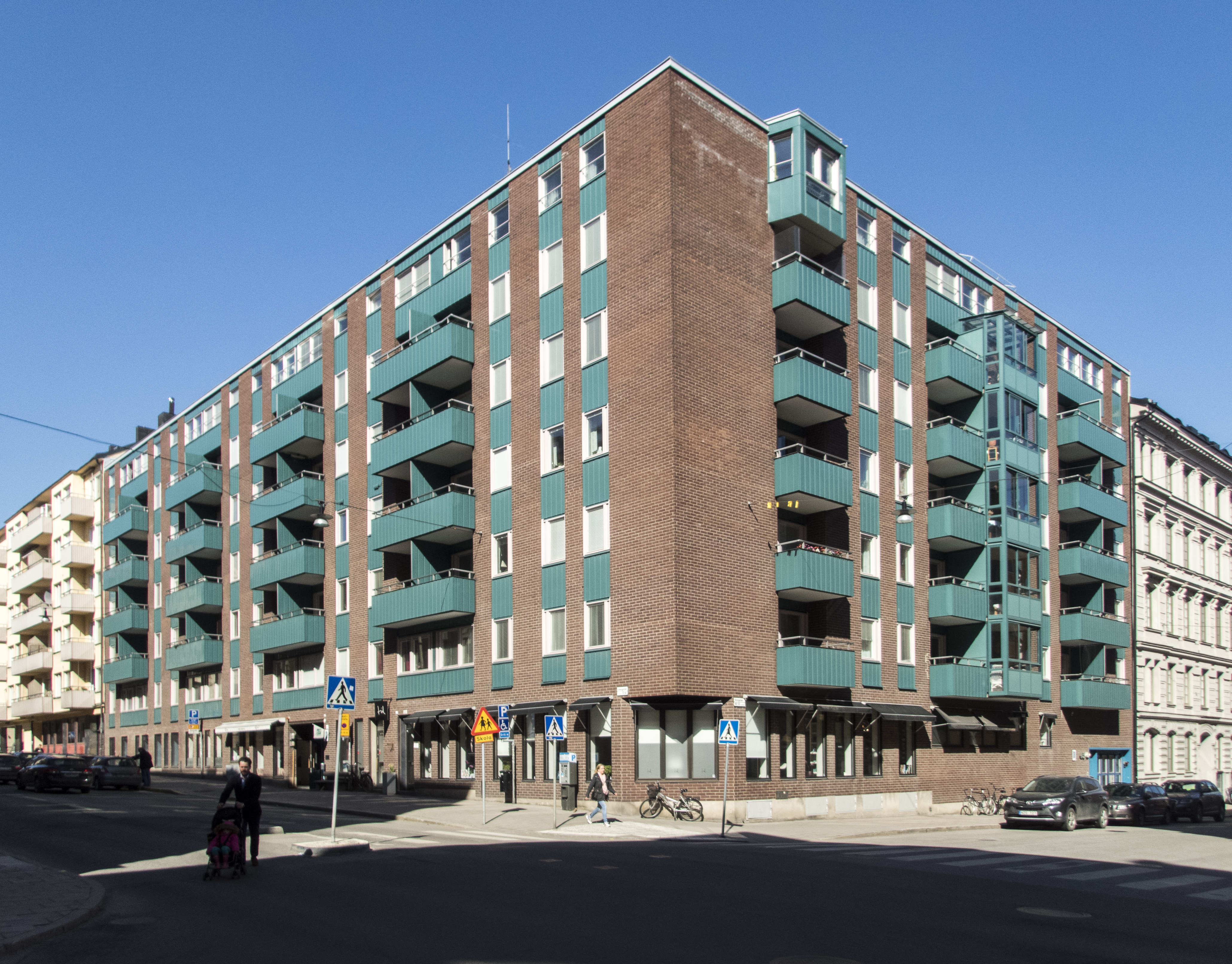
Grevgatan 45.